# Christoph von Wolzogen
Christoph von Wolzogen (eigentlich Hans-Christoph Freiherr von Wolzogen und Neuhaus; * 25. August 1948 in Büdingen; † 12. November 2024 in Bad Homburg) war ein deutscher Philosoph und Hochschullehrer.

## Leben und Werk
Christoph von Wolzogen entstammte einer ursprünglich niederösterreichischen Familie aus dem Reichsfreiherrenstand. Nach dem Studium der Philosophie promovierte er und habilitierte sich schließlich in Karlsruhe mit einer Arbeit über Martin Heidegger. Wolzogen war seit dem Wintersemester 2002 als Privatdozent, seit 2005 als Außerplanmäßiger Professor an der Johann Wolfgang Goethe-Universität Frankfurt am Main tätig. Außerdem verfasste er Rezensionen u. a. für die Frankfurter Allgemeine Zeitung, Die Welt und die Neue Zürcher Zeitung. Renommee in Fachkreisen erlangte er vor allem durch seine Arbeiten über den französischen Philosophen Emmanuel Levinas. Zu seinen philosophischen Arbeitsfeldern zählten außerdem unter anderem Theorien der Relation sowie der Neukantianismus.
Frei nach dem eigenen Motto „Im übrigen ist die Philosophie Wissenschaft von Allem“ bearbeitete v. Wolzogen weitere Forschungsgebiete. So etwa die Bau- und Kunstgeschichte, für die er 2016 eine umfangreiche Biographie des preußischen Architekten Karl Friedrich Schinkel mit ergänzender Quellentranskription im Gesamtumfang von weit über 2000 Seiten vorlegte.

## Ausgewählte Werke (chronologisch)
- Schrift und Informationsgestaltung. Zur Methodologie der Typografie. Heiderhoff, Echzell 1975 (= Eidos, Bd. 29).
- Zwischen Spiegel und Fenster. Ausgewählt und hrsg. von Roswitha Th. Schneider und Horst G. Heiderhoff. Bläschke, St. Michael 1980 (= Lyrikreihe Das neueste Gedicht, N.F., 2), ISBN 978-3-7053-1233-3.
- Die autonome Relation. Zum Problem der Beziehung im Spätwerk Paul Natorps. Ein Beitrag zur Geschichte der Theorien der Relation. Königshausen und Neumann, Würzburg u. a. 1984, ISBN 3-88479-161-3 / ISBN 90-6203-706-2.
- Zur Geschichte des Dietrich-Reimer-Verlages: 1845–1985. Reimer, Berlin 1986, ISBN 3-496-00012-0.
- Handeln, Sein und Transzendenz: Heidegger im Kontext pragmatischen Denkens. Habilitationsschrift, 1998.
- Emmanuel Levinas – Denken bis zum Äußersten. Alber, Freiburg im Breisgau und München 2005, ISBN 3-495-48172-9.
- Après vous. Denkbuch für Emmanuel Levinas (Mitherausgeber),  Verlag Neue Kritik, Frankfurt am Main 2006, ISBN 3-8015-0383-6 / ISBN 978-3-8015-0383-3.
- Karl Friedrich Schinkel – Unter dem bestirnten Himmel. 2 Bände, Edition Fichter, Frankfurt am Main 2016, ISBN 978-3-943856-33-0.
- Aus Schinkels Nachlass II. Kritische Edition. Frankfurt am Main 2016. Digitalisat auf academia.edu, abgerufen am 2. März 2021. (Benannt nach Alfred von Wolzogens, Aus Schinkels Nachlass von 1862–64; enthält umfangreiche Transkriptionen Schinkelscher Texte und Briefwechsel, sowie Briefe aus seinem Umkreis.)
- Achtzehnhundert. Vom Vergehen und Werden einer Welt. Edition Fichter, Frankfurt am Main 2017, ISBN 978-3-947313-02-0.
- Nach dem Tee in die Mördergrube. Essays zu Helmuth James von Moltke. Moloko Print, Schönebeck (Elbe) 2022, ISBN 978-3-948750-60-2